# Micrathena margerita
Micrathena margerita är en spindelart som beskrevs av Levi 1985. Micrathena margerita ingår i släktet Micrathena och familjen hjulspindlar. Inga underarter finns listade i Catalogue of Life.